# Urophyllum calycinum
Urophyllum calycinum är en måreväxtart som beskrevs av Theodoric Valeton. Urophyllum calycinum ingår i släktet Urophyllum och familjen måreväxter. Inga underarter finns listade i Catalogue of Life.